# Giuseppe Sammartini
Giuseppe Sammartini (* 6. Januar 1695 in Mailand; † zwischen 17. und 23. November 1750 in London) war ein italienischer Oboist und Komponist.

## Leben
Giuseppe Sammartini kam als Sohn des aus Frankreich stammenden Oboisten Alexis Saint-Martin zur Welt und war ein Bruder des bekannteren Komponisten Giovanni Battista Sammartini, den man auch als „Mailänder“ Sammartini bezeichnet. Er ging nach seiner Tätigkeit als Oboist im Orchester des Mailänder Regio Ducal Teatro um 1728 nach London. Deshalb wurde er später „Londoner“ Sammartini genannt.
Unter Georg Friedrich Händel spielte er im Londoner King’s Theatre und machte sich dort als ausgezeichneter Oboenvirtuose einen Namen. Charles Burney bezeichnete ihn als „celebrated“ („gefeiert“) und rühmt seine Musik als „full of science, originality and fire“ („voller Fähigkeiten, Originalität und Feuer“). Seine Kompositionen – meist Sonaten oder Konzerte für das eigene Instrument, aber auch Concerti grossi – waren zunächst nicht sehr verbreitet. Viele seiner Werke wurden erst nach seinem Tod veröffentlicht, stießen dann allerdings auf großen Zuspruch und wurden bis ins 19. Jahrhundert in den Concerts of Ancient Music gespielt.

## Werke

### Gedruckte Werke
- 1 Concerto für Oboe im Sammeldruck Concerti a cinque con Violini, Oboè, Violetta, Violoncello, e Basso continuo, […] Libro primo (Amsterdam, 1716)
- XII Sonatas for two German Flutes or Violins with a thorough Bass (London, 1727, 1730)
- Op. 1: VI Sonate a tre due Flauti col Basso (Paris, 1740; London, 1736)
- Op. 1: Six Sonatas or Duets for two German Flutes (London, 1750)
- Op. 2: XII Sonate a Flauto traversiere solo con il Basso (Amsterdam, 1736)
- Op. 2: VI Concerti grossi con due Violini, Alto-Viola, e Violoncello obligati e due Violini e Basso di Rinforzo (London, 1738, 1745, ca. 1760)
- Op. 2: 6 Solos for 2 German Flutes and a Bass (London)
- Op. 3: XII Sonate a due Violini, e Violoncello, e Cembalo, se piace (London, 1743, 1747; Paris, ca. 1745)
- Op. 4: 6 Solos for a German Flute and a Bass (London)
- Op. 5: 6 Concerti grossi a due Violini, Viole, e Violoncello obligati con due altri Violini, e Basso di Ripieno (London, 1747) (Bearbeitungen von 6 Trios aus Op. 3)
- Op. 6: 6 Sonatas for 2 German Flutes and a Bass (London)
- Op. 7: Eight Overtures in eight Parts for Violins, Hoboys, French Horns, &c. with a through Bass for the Harpsicord or Violoncello (London, 1752)
- Op. 8: Six grand Concertos for Violins &c. in eight Parts (London, 1752, ca. 1760)
- Op. 9: 4 Concertos for the Harpsicord or Organ with the instrumental Parts for Violins &c. (London, 1754)
- Op. 10: Eight Overtures and six grand Concertos in seven Parts for four Violins, a Tenor, Violoncello and a thorough Bass for the Harpsichord (London, 1756)
- Op. 11: Six grand Concertos in seven Parts, for four Violins, a Tenor, Violoncello and a thorough Bass for the Harpsichord (London, 1756)

### Weitere Werke
- verschiedene Werke in Handschriften, darunter im Schranck No: II

## Sammartini heute
Sammartini war geschickt im Kontrapunkt, mit einem ausgezeichneten Sinn für Harmonie und einer Neigung zur Chromatik sowie gut im Erfinden von Melodien. Die weite Lyrik seiner langsamen Sätze und Menuette zeigen den Einfluss Händels. Seine musikalische Gestaltung ist anregend und gut gebaut.
Heute ist Giuseppe Sammartini besonders den Oboisten bekannt. Seine bei Schott neu edierte Sonate G-Dur für Oboe und basso continuo gehört zum barocken Standardrepertoire für das Instrument. Die orchestralen Werke wurden nicht neu herausgegeben, liegen allerdings in verschiedenen europäischen und amerikanischen Bibliotheken vor. Der auf Alte Musik spezialisierte Blockflötist Maurice Steger hat Giuseppe Sammartinis Werk zusammengetragen und teilweise ediert. Von ihm liegt eine Einspielung des Komponisten vor (Giuseppe Sammartini: Sonate per flauto, Harmonia Mundi 2007).